# Gate of Thunder
Gate of Thunder (ゲート オブ サンダー?) es un videojuego de matamarcianos, que fue Lanzada para PC Engine Super CD-ROM² en 21 de febrero de 1992 en Japón, desarrollada por Red Entertainment y Publicada por Hudson Soft. También hizo un pack-in game para TurboDuo en América del Norte, en la que se incluye con Bonk's Adventure, Bonk's Revenge, y Bomberman del mismo disco. También fue lanzada para las Consola Virtual de Wii el 15 de octubre de 2007 en América del Norte, el 19 de octubre de 2007 en Europa y el 4 de diciembre en Japón. El juego fue el primer CD basada del juego en la Consola Virtual Americano. Fue lanzada para PlayStation Network en 17 de marzo de 2010 en Japón.